# Красивая Меча (станция)
Краси́вая Ме́ча — железнодорожная станция в Лебедянском районе Липецкой области. Расположена в селе Большое Попово.
Станция была построена в 1932 году на линии Елец — Лев Толстой. Её разместили на левом берегу реки Дон; в 3 км западнее находится устье реки Красивой Мечи, которая там впадает в Дон. Река и дала название станции.
Помимо Большого Попова станция обслуживает посёлок Сахарного Завода.